# Callicebus regulus
Callicebus regulus är en springapa som beskrevs 1927 av Thomas. Arten ingår i släktet Callicebus och familjen Pitheciidae. IUCN kategoriserar den globalt som livskraftig. Inga underarter finns listade. Djuret kategoriserades tidigare som underart till Callicebus torquatus men godkänns nu oftast som självständig art.

## Utseende
Individerna når en kroppslängd (huvud och bål) på cirka 45 cm och har en svanslängd på ungefär 44 cm. Ansiktet är nästan naket med mörk hud men i direkt anslutning till ansiktets sidor, samt på hjässan förekommer rödbrun päls. Ett vitt skägg sträcker sig från öronen över huvudets sidor till hakan och strupen. Djuret har svartbrun päls på bålens ovansida, på extremiteterna samt på svansen. Bröstet och buken är täckt av brun päls. Callicebus regulus har orangegula händer och svarta fötter.

## Utbredning
Denna springapa förekommer i nordvästra Brasilien mellan floderna Rio Solimões, Rio Javarí och Rio Juruá som är bifloder till Amazonfloden. 

## Ekologi
Habitatet varierar mellan tropiska regnskogar och mera öppna landskap. Artens levnadssätt är otillräcklig utrett. Det antas att den liksom andra springapor äter frukter, blad, frön, andra växtdelar och insekter. Callicebus regulus borde leva i små flockar av ett monogamt föräldrapar och deras ungar från olika kullar. Individerna är aktiva på dagen och klättrar främst i träd.